# Acalypha conspicua
Acalypha conspicua é uma espécie de flor do gênero Acalypha, pertencente à família Euphorbiaceae.